# Чкаловский сельсовет (Гомельская область)
Чкаловский сельсовет — административная единица на территории Калинковичского района Гомельской области Республики Беларусь. Административный центр — деревня Золотуха.

## Состав
Чкаловский сельсовет включает 5 населённых пунктов:
- Золотуха — деревня.
- Луки — деревня.
- Новинки — деревня.
- Подлуки — деревня.
- Хатыни — деревня.